# Calocheirus tenerifae
Calocheirus tenerifae es una especie de arácnido del orden Pseudoscorpionida de la familia Olpiidae.

## Distribución geográfica
Es endémica de las islas Canarias (España).